# Cratere Haulani
Haulani  è un cratere sulla superficie di Cerere.